# Баїлдон (Катовиці)

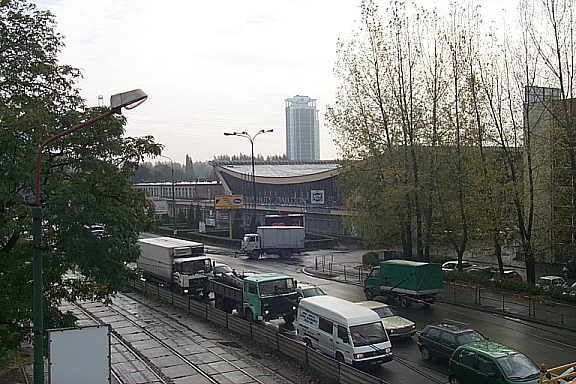
Спортивний зал клубу «Баїлдон» на вулиці Хожовській (не існує)

«Баїлдон» (Катовиці) (пол. Baildon Katowice) — хокейний клуб із м. Катовиць, Польща. Заснований у 1945 році, розформований 2001 року.

## Досягнення
Кубок Польщі
- Фіналіст (2): 1969, 1970[1]

Чемпіонат Польщі
- Срібні медалі (4): 1972, 1974, 1975, 1976.
- Бронзові медалі (2): 1970, 1973.

## Історія
Хокейний клуб «Баїлдон» (Катовиці) був однією із секцій спортивного клубу «Баїлдон». До 1950-х років виступав у чемпіонаті міста. На початку 50-х дебютує у другій лізі. У 1958 році дебютує вже в першій лізі, де виступав до 1982 року, здобувши за цей час чотири рази срібні медалі та двічі бронзові. До свого розформування у 2001 році виступали в першій лізі.

## Відомі гравці
- Анджей Бартосяк
- Ян Гампель
- Роберт Гуральчик
- Фелікс Гуральчик
- Ян Пецко
- Веслав Йобчик
- Тадеуш Облой
- К. Журек
- Е. Вальчак